# Comitato Olimpico Nazionale della Repubblica del Kazakistan
Il Comitato Olimpico Nazionale della Repubblica del Kazakistan (noto anche come Национальный олимпийский комитет Республики Казахстан in russo) è un'organizzazione sportiva kazaka, nata nel 1990 a Astana, Kazakistan.
Rappresenta questa nazione presso il Comitato Olimpico Internazionale (CIO) dal 1993 ed ha lo scopo di curare l'organizzazione ed il potenziamento dello sport in Kazakistan e, in particolare, la preparazione degli atleti kazaki, per consentire loro la partecipazione ai Giochi olimpici. L'associazione è, inoltre, membro del Consiglio Olimpico d'Asia.
L'attuale presidente dell'associazione è Temirkhan Dosmukhambetov, mentre la carica di segretario generale è occupata da Timur Dossymbetov.